# Mellicta petricola
Mellicta petricola är en fjärilsart som beskrevs av Yuri P. Nekrutenko 1978. Mellicta petricola ingår i släktet Mellicta och familjen praktfjärilar. Inga underarter finns listade i Catalogue of Life.